# Островець (Груєцький повіт)
Островець (пол. Ostrowiec) — село в Польщі, у гміні Хинув Груєцького повіту Мазовецького воєводства.
Населення — 81 особа (2011).
У 1975-1998 роках село належало до Радомського воєводства.

## Демографія
Демографічна структура станом на 31 березня 2011 року:
|          | Загалом | Допрацездатний вік | Працездатний вік | Постпрацездатний вік |
| -------- | ------- | ------------------ | ---------------- | -------------------- |
| Чоловіки | 29      | 7                  | 20               | 2                    |
| Жінки    | 52      | 11                 | 28               | 13                   |
| Разом    | 81      | 18                 | 48               | 15                   |